# تشاهستان (تخت بندر عباس)
تشاهستان (بالفارسية: چاهستان) هي قرية تقع في إيران في قسم تخت الريفي. يقدر عدد سكانها بـ 1,191 نسمة .